# شريان زندي جانبي سفلي
الشريان الزندي الجانبي السفلي هو أحد شرايين الذراع التي تنشأ من الشريان العضدي فوق المرفق بحوالي 5 سم.

## التشابكات والفروع
نظرًا لوقوع الشريان على العضلة العضدية فإنه يعطي فرعًا يصعد لأعلى حيث يتشابك مع الشريان الزندي الجانبي العلوي. كما يعطي فرعًا آخر عند اللقيمة الوسطية لعظم العضد يتشابك مع الشريان الزندي الأمامي الراجع.

## صور إضافية

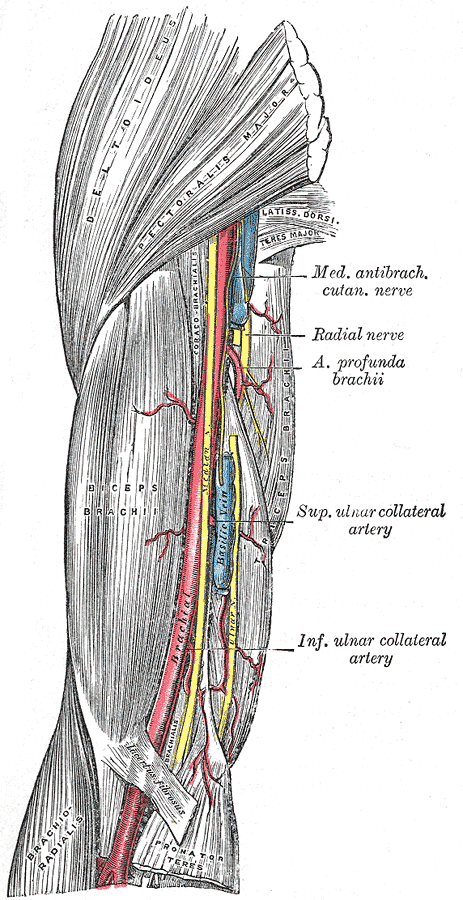
الشريان العضدي.
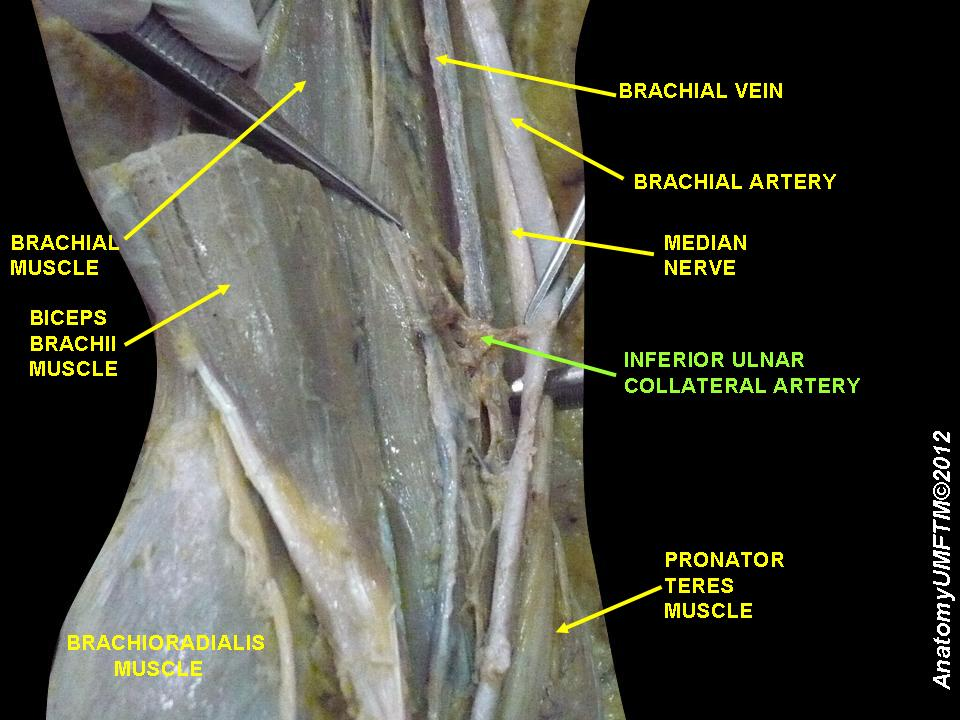
الشريان الزندي الجانبي السفلي

## روابط خارجية
- درسٌ تشريحي حول lesson4arteriesofarm مُعدٌ بواسطة ويسلي نورمان (جامعة جورجتاون).

1. ↑  نموذج تأسيسي في التشريح، QID:Q1406710